# Pierre Naust
Pierre Naust (intorno al 1660 – Parigi, 1709) è stato un costruttore di strumenti a fiato francese.

## Vita
Pierre Naust, contemporaneo di Jean Jacques Rippert, probabilmente proveniva, come Jean de Hotteterre, da La Couture-Boussey in Normandia. Nel 1692 rilevò il laboratorio di Étienne Fremont (anch'egli originario di La Couture), per il quale aveva già lavorato. Naust morì a Parigi nel 1709 intorno ai 50 anni di età.
Il suo laboratorio parigino fu portato avanti dalla vedova Barbe, originaria della celebre famiglia di costruttori di strumenti Pelletin; la fama del laboratorio si accrebbe notevolmente dal 1719, quando il genero della vedova, Delerablée, prese parte alla gestione. È un'assoluta rarità nella storia dell'artigianato che lei, una donna, nel 1715 fosse indicata con il titolo di maître faiseur d'instruments de la maison du Roy. Il suo laboratorio produsse strumenti a fiato di altissima qualità, come testimoniano gli ordini da parte di varie corti europee: ad esempio, nel 1719 e nel 1721 Barbe consegnò due flauti traversi al principe elettore Massimiliano II Emanuele di Baviera.
Alla morte di Barbe, e in seguito a quella di Delerablée nel 1734, la figlia vedova sposò Thomas Lot. Attraverso la famiglia Lot la tradizione dei flauti Naust sopravvisse fino al XIX secolo.
In occasione del matrimonio, nel 1734 venne stilato un inventario dall'altrettanto noto costruttore di strumenti parigino Charles Bizey. Questo inventario ci permette di conoscere le dimensioni del laboratorio gestito dalla signora Naust: due tavoli da lavoro, tre torni, 211 punte di trapano, 5 quintali di legno di bosso, 26 flauti traversi, 9 flauti dolci, 10 flagioletti, 5 flauti dolci bassi, tre fagotti e un'antica bombarda contrabbasso (pommer).
La biografa Tula Giannini fa notare che nel 1721 la signora Naust offriva un flauto con tre corpi di ricambio. Questa è la prima menzione in assoluto al flauto traverso in quattro pezzi: questo tipo di flauto, probabilmente un'innovazione del laboratorio Naust, si impose poi nel resto d'Europa, in particolare molto presto presso Jacob Denner a Norimberga.